# 黃夢選
黃夢選（？—1646年），字賓王，廣東潮州府揭阳县人，明朝政治人物、廩生出身。
負膂力，官碣石都司，先後破廖輝欽、張文斌、鍾淩秀、楊乾參叛亂。致仕後，死難劉公顯邑變。